# هو وهي (مسلسل)
حكايات هو وهى، هو مسلسل مصري اجتماعي عرض في عام 1985، قامت ببطولته الفنانة سعاد حسني والفنان أحمد زكي، وسيناريو صلاح جاهين، وهو عبارة عن حلقات منفصلة تناقش كل حلقة قضية مختلفة من قضايا الرجل والمرأة وعلاقة كل منهما بالآخر.

## الأحداث
ويحكي المسلسل عن واقع الحياة في ذلك الوقت من الزمن بمعالجة درامية خفيفة ذات مغزى، من خلال عرض بعض الأغاني الاستعراضية خلال الحلقات.والجدير بالذكر أن المسلسل لاقى نجاحاً جماهيرياً واسعاً، حيث كان في وقت عرضه يكاد أن تخلو الشوارع من الناس وتتوقف الحياة فيها لحين انتهاء عرض الحلقة.

## بطولة
| - سعاد حسني - أحمد زكي - تحية كاريوكا - حسن عابدين - أبو بكر عزت | - وداد حمدي - زهرة العلا - ثريا حلمي - عزيزة راشد - نبيلة السيد | - عبد الحفيظ التطاوي - محمود الجندي - علي الشريف - زيزي مصطفى نصر - أنعام سالوسة | - سميرة عبد العزيز - سامي العدل - محمد الشويحي - نبيل بدر - محسن سرحان | - أحمد بدير - أحمد حلاوة - هانم محمد - أحمد خميس | - شوقي شامخ - نادية رفيق - أبو الفتوح عمارة - زينب وهبي | - صبري عبد المنعم - كوثر رمزي - نصر سيف - بدرية عبد الجواد |

- بالإضافة إلى: أحمد أبو عبية - احمد كمالي - اديب الطرابلسي - آمال سالم - أنجيل آرام - جمال شبل - حسان اليماني - سليمان حسين - سمير رستم - شفيق الشايب - صافيناز الجندي - صباح محمود - عبد الله الصفتي - عبد الله حفني - عبد المنعم عبد الرحمن - عزة جمال - علي الغندور - فاروق رمضان - محمد التاجي - محمد جلال -محمد عبد الحليم - محمد عتريس - محمود عبد الغفار - مدحت مرسى - مصطفى الخضري - مصطفى الكواوي - مصطفى هاشم - مظهر يونس - منى هلال - نجيب رشدي - نرمين كمال - نوال البطوطي - هدى زكي -
- الأطفال: شريف محسن - لقاء سويدان - هبه عصفور - مايسة دمايا - تامر شوقي نعيم

## فريق العمل
| - المعالجة الدرامية وإخراج: يحيى العلمي - سيناريو وحوار: صلاح جاهين - الألحان والموسيقى التصويرية: عمار الشريعي، كمال الطويل - مؤلف: سناء البيسي - مساعد مخرج أول: فؤاد شهاب الدين - مخرج مساعد: ايناس حلمي | - مخرج مساعد: مريم الجزايرلي - مخرج مساعد: سلوى نايل - مساعد مخرج أول: سمير الافندي - منتج فني: محمد كريم رفعت - تصميم الإستعراضات: كمال نعيم - مدير تصوير: إبراهيم عتيق - أزياء سعاد حسني:سوسن الصاوي |